# Cause of Death
Cause of Death este al doilea album al formației americane de death metal Obituary. A fost lansat pe 19 septembrie 1990. Cause of Death este considerat un album clasic al genului. Coperta albumului a fost realizată de artistul Michael Whelan. Este primul album înregistrat alături de basistul Frank Watkins⁠(d) și singurul împreună cu chitaristul James Murphy⁠(d), fost membru al formației Death. 
Coperta albumului apare în colecția H. P. Lovecraft sub numele Lovecraft's Nightmare A. Creația urma să fie coperta albumului Beneath the Remains⁠(d) a formației Sepultura, însă Monte Connor, vicepreședinte al Roadrunner Records, le-a permis celor de la Obituary să o folosească. A doua secțiune a picturii - Lovecraft's Nightmare B - a fost folosită de Demolition Hammer⁠(d) pentru albumul lor din 1992, Epidemic of Violence⁠(d). Incidentul a afectat relație dintre Connor și Igor Cavalera⁠(d).
Obituary a interpretat albumul Cause of Death în cadrul festivalului Decibel Metal & Beer Fest⁠(d) (2019) din Philadelphia, Pennsylvania.
Obituary a organizat un turneu în Statele Unite pentru a promova albumul Cause of Death în noiembrie 1990, alături cu Sepultura și Sadus⁠(d).

## Lista pieselor
Toate versurile sunt scrise de John Tardy, except where noted, Toate melodiile sunt compuse de Trevor Peres and Donald Tardy, except where noted.
| Nr. | Titlu                   | Lungime |  |
| 1.  | „Infected”              | 5:34    |  |
| 2.  | „Body Bag”              | 5:49    |  |
| 3.  | „Chopped in Half”       | 3:43    |  |
| 4.  | „Circle of the Tyrants” | 4:25    |  |
| 5.  | „Dying”                 | 4:29    |  |
| 6.  | „Find the Arise”        | 2:51    |  |
| 7.  | „Cause of Death”        | 5:38    |  |
| 8.  | „Memories Remain”       | 3:44    |  |
| 9.  | „Turned Inside Out”     | 4:57    |  |

| The Obituary Remasters 1997 Bonus Tracks |                                  |         |  |
| Nr.                                      | Titlu                            | Lungime |  |
| 10.                                      | „Infected” (Demo Version)        | 4:16    |  |
| 11.                                      | „Memories Remain” (Demo Version) | 3:34    |  |
| 12.                                      | „Chopped in Half” (Demo Version) | 3:45    |  |
| Lungime totală:                          | Lungime totală:                  | 52:37   |  |

## Membrii formației
- John Tardy – voce
- James Murphy – chitară principală
- Trevor Peres – chitară ritmică
- Frank Watkins – bas
- Donald Tardy – tobe